# Manuel Kuttin
Manuel Kuttin (* 17. Dezember 1993 in Spittal an der Drau) ist ein österreichischer Fußballtorwart.

## Karriere
Kuttin begann seine Karriere beim SV Stockenboi. 2001 wechselte er zur SG Drautal, 2004 kehrte er nach Stockenboi zurück. Zur Saison 2005/06 wechselte er zum SV Rothenthurn. Zur Saison 2007/08 wechselte er in die Akademie des Grazer AK, nach einer Spielzeit beim GAK wechselte er zur Saison 2008/09 in die Akademie des FK Austria Wien. Im April 2009 wechselte er weiter in die Akademie des FC Admira Wacker Mödling.
Im Mai 2010 debütierte er gegen den SC-ESV Parndorf 1919 für die Amateure der Admira in der Regionalliga. In der Saison 2009/10 kam er zu vier Regionalligaeinsätzen für Admira II. In der Saison 2010/11 kam er zu sieben Einsätzen für die Amateure. Im April 2012 stand er gegen die SV Mattersburg erstmals im Kader der Profis. In der Saison 2011/12 absolvierte er 15 Regionalligaspiele, für die Profis kam er nicht zum Einsatz. In der Saison 2012/13 kam er zu acht Regionalligaeinsätzen, bei den Profis blieb er weiterhin ohne Einsatz.
Im Oktober 2013 gab er schließlich sein Debüt in der Bundesliga, als er am 13. Spieltag der Saison 2013/14 gegen den SK Sturm Graz in der Startelf stand. Fortan war Kuttin Stammtorwart der Niederösterreicher und kam bis Saisonende zu 22 Bundesligaeinsätzen. Seinen Stammplatz verlor er allerdings zur Saison 2014/15 wieder, zunächst an Andreas Leitner, später an den im November 2014 verpflichteten Jörg Siebenhandl. Allerdings wurde Kuttin nach Siebenhandls Verpflichtung zweiter Tormann, und nicht der vorherige Einsertormann Leitner. In der Saison 2014/15 kam er zu acht Bundesligaeinsätzen. In der Saison 2015/16 verbrachte er die gesamte Spielzeit als Zweier hinter Siebenhandl und absolvierte ein Spiel in der Liga und drei gegen Amateurklubs im Cup. Im Juli 2016 wechselte Siebenhandl nach Deutschland, woraufhin Kuttin wieder zum Einsergoalie aufstieg. Nach mäßigen Leistungen wurde er aber schon im September 2016 von Andreas Leitner abgelöst, an dem er nie wieder vorbeikommen sollte. In der Saison 2016/17 absolvierte er acht Bundesligaspiele, in der Saison 2017/18 fünf. In der Saison 2018/19 blieb er gar ohne Einsatz.
Nach der Saison 2018/19 verließ er die Admira schließlich nach über zehn Jahren und wechselte zum Ligakonkurrenten Wolfsberger AC, bei dem er einen bis Juni 2020 laufenden Vertrag erhielt. Beim WAC war er von Anfang an als zweiter Tormann hinter Alexander Kofler vorgesehen. Für den Europa-League-Teilnehmer kam er in seiner ersten Saison zu vier Bundesligaeinsätzen, ein Debüt in der UEFA Europa League blieb ihm verwehrt. Im Mai 2020 wurde sein auslaufenden Vertrag in Wolfsberg bis Juni 2021 verlängert. Nach der Saison 2021/22 verließ er den WAC nach insgesamt 23 Bundesligaeinsätzen.
Nach mehreren Monaten ohne Klub wechselte er Ende September 2022 in die Schweiz zum Grasshopper Club Zürich. Bei GCZ kam er aber als Ersatztormann von Justin Hammel nie zum Einsatz. Nach seinem Vertragsende verließ er die Zürcher im Jänner 2023 wieder. Nach einem halben Jahr ohne Verein kehrte er dann zur Saison 2023/24 wieder nach Zürich zurück. Für GCZ kam er in den folgenden zwei Jahren zu zwei Einsätzen in der Super League.
Zur Saison 2025/26 kehrte Kuttin nach Österreich zurück und wechselte zu Zweitligist SK Austria Klagenfurt.

## Persönliches
Kuttin ist der Neffe des ehemaligen Skispringers Heinz Kuttin.